# Gaël Clichy
Gaël Dimitri Clichy (Toulouse, 26 de julho de 1985) é um ex-futebolista francês que atuava como lateral-esquerdo.

## Títulos
Arsenal
- Premier League: 2003–04
- Copa da Inglaterra: 2004–05
- Supercopa da Inglaterra: 2004

Manchester City
- Premier League: 2011–12 e 2013–14
- Supercopa da Inglaterra: 2012
- Copa da Liga Inglesa: 2013–14 e 2015–16

İstanbul Başakşehir
- Süper Lig: 2019–20

Seleção Francesa
- Torneio Internacional de Toulon: 2004

### Prêmios individuais
- Equipe do ano da PFA: 2007–08